# Železniška postaja Straža
Železniška postaja Straža je ena izmed železniških postaj v Sloveniji, ki oskrbuje bližnje naselje Straža.